# Isoperla rhododendri
Isoperla rhododendri és una espècie d'insecte plecòpter pertanyent a la família dels perlòdids.

## Descripció
- Els adults presenten una longitud corporal de 9-13 mm, el cap fosc i les ales de color groc verdós.[6]

## Hàbitat
En el seu estadi immadur és aquàtic i viu a l'aigua dolça, mentre que com a adult és terrestre i volador.

## Distribució geogràfica
Es troba al Caucas.